# Orthotrichum kaurinii
Orthotrichum kaurinii là một loài rêu trong họ Orthotrichaceae. Loài này được Gronvall mô tả khoa học đầu tiên năm 1887.